# Phaon iridipennis
Phaon iridipennis – gatunek ważki z rodziny świteziankowatych (Calopterygidae). Występuje w Afryce Subsaharyjskiej i jest szeroko rozprzestrzeniony; niektóre źródła wskazują jako miejsce występowania również Madagaskar.
W RPA imago lata od grudnia do maja. Długość ciała 69–70 mm. Długość tylnego skrzydła 37–38 mm.
Za podgatunek Phaon iridipennis uznawany bywał Phaon rasoherinae z Madagaskaru, klasyfikowany obecnie jako odrębny gatunek.